# Hubert Deininger
Hubert Deininger (* 4. September 1928 in Ulm; † 28. Juni 2008 ebenda) war ein deutscher Kunstglasermeister und Glasmaler.

Hubert Deininger 2002

## Leben
Seine Ausbildung absolvierte Hubert Deininger im väterlichen Betrieb in der Zeitblomstraße in Ulm, dann in Braunschweig bis zur Meisterprüfung. 1951 kehrte er nach Ulm zurück und arbeitete im Betrieb Deininger&Sohn. 1951 heiratete er Anne Braner, mit der er fünf Töchter hatte. 1954 gründete er eine eigene Bleiglasfenster-Werkstatt in Ulm, Wilhelmstraße 18.
Schwerpunkt seines Schaffens lag in der Zusammenarbeit mit Künstlern bei der Herstellung und Gestaltung von Bleiglasfenstern für Kirchen und andere sakrale Gebäude. Hierdurch erlangte er eine überregionale Bedeutung. Die Alt-Antik-Gläser wurden hierbei durchwegs von einer der wenigen verbliebenen Glashütten in Deutschland, der Hütte Lamberts in Waldsassen, bezogen. Insgesamt hat Hubert Deininger über 200 Fenster geschaffen, zumeist im Raum zwischen Ulm und Bodensee, aber auch in Nord- und Mitteldeutschland und in Frankreich (Paris und Fessevillers).
Hubert Deininger verband handwerkliches Können der Tradition mit ästhetischen Prinzipien des Bauhauses. Handwerk und künstlerische Ästhetik des 20. Jahrhunderts gehen eine Liaison ein, die nur Kennern auffällt, dem Laien nicht sofort ins Auge fallen kann. Es ist nichts Spektakuläres an seinem künstlerischen Handwerk, alles wird der Aufmerksamkeit fürs meist religiöse Sujet hingegeben. Ähnliches gilt für die Maler – Köder, Wachter und Geyer –, mit denen er oft zusammengearbeitet hat. Das ist das Besondere, die Nachhaltigkeit, die seinem Schaffen eignet. Deininger suchte nie das Laute und Überlaute des Effektes. Sein Werk gilt der Stille und der Andacht im religiös-meditativen Raum.
Einer seiner ersten Aufträge war die Erstellung eines Bleiglasfenster-Kreuzweges mit Wilhelm Geyer in St. Michael zu den Wengen (Ulm). Gegen Ende seines Schaffens fertigte er in derselben Kirche zusammen mit Wilhelm Geyers Sohn Hermann die mehrere Meter hohen Frontfenster und die Rosette an. Neben den zahlreichen Fenstern, die Deininger mit Wilhelm und Hermann Geyer, Emil Wachter und Sieger Köder schuf, wurden einige Fenster auch von ihm selbst entworfen und hergestellt (Fessevillers, Ulm, München-Obermenzing, Gauting, Thalfingen).
Am 28. Juni 2008 verstarb Hubert Deininger nach längerer Krankheit im Klinikum der Universität Ulm. Seine letzte Ruhestätte fand er auf dem Ulmer Hauptfriedhof.